# Сандрін Жаке
Сандрін Жаке (нар. 14 квітня 1971) — колишня швейцарська тенісистка.
Найвищу одиночну позицію світового рейтингу — 170 місце досягла 24 квітня 1989, парну — 132 місце — 30 січня 1989 року.

## Фінали ITF
| турніри $25,000 |
| турніри $10,000 |

### Одиночний розряд: 2 (1–1)
| Результат | Ранг | Дата           | Турнір                        | Покриття | Суперниця      | Рахунок       |
| --------- | ---- | -------------- | ----------------------------- | -------- | -------------- | ------------- |
| Поразка   | 1.   | 5 вересня 1988 | Порту, Португалія             | Ґрунт    | Петра Лангрова | 4–6, 1–6      |
| Перемога  | 1.   | 30 квітня 1990 | Лі-он-Солент, Велика Британія | Ґрунт    | Дірдре Герман  | 4–6, 6–4, 6–1 |

### Парний розряд: 3 (1–2)
| Результат | Ранг | Дата           | Турнір                | Покриття | Партнерка         | Суперниці                        | Рахунок  |
| --------- | ---- | -------------- | --------------------- | -------- | ----------------- | -------------------------------- | -------- |
| Поразка   | 1.   | 31 серпня 1987 | Vilamoura, Португалія | Ґрунт    | Андреа Мартінеллі | Ана Сегура Габі Кастро           | 2–6, 1–6 |
| Перемога  | 1.   | 5 вересня 1988 | Порту, Португалія     | Ґрунт    | Мартіна Павлік    | Сесілія Дальман Гелена Дальстрем | 6–3, 6–1 |
| Поразка   | 2.   | 23 жовтня 1989 | Бургдорф, Швейцарія   | Килим    | Ева Крапль        | Олена Брюховець Євгенія Манюкова | 4–6, 2–6 |